# 1999年电子游戏界

## 事件
- 英国电影和电视艺术学院主办了第二届BAFTA Interactive Entertainment Awards（英语：BAFTA Interactive Entertainment Awards）。
- 1999年3月 — Game Over（英语：Game Over (book)）发布了"Game Over: Press Start to Continue"。
- 1999年3月15–19日 — 游戏开发者大会（前Computer Game Developers Conference）移至聖荷西。在此地连续主办6年。 其主办了第一届独立游戏节。
- 1999年3月15日 — Game Network（英语：Game Network）主办第一届独立游戏节 （IGF）。
- 1999年5月 — 任天堂以“海豚项目”开始进行研制最终名为GameCube的游戏机。[1]
- 1999年5月13–15日 — 第5界E3； 第二年度Game Critics Awards授予E3.[2]
- 1999年5月13日 — 互动艺术与科学学会主办第二届年度互动艺术与科学学会 （在E3）； Firaxis Games的席德·梅爾成为年度互动艺术与科学学会名人堂.
- 1999年7月3日 — 玩家Billy Mitchell（英语：Billy Mitchell (video game player)）在街机《吃豆人》上得到完美3,333,360分。[3]
- 《絕地要塞2》在多年后宣布即将发行。但游戏一直延迟到2007年才发行。

## 硬件
- 9月9日 — Dreamcast在北美推出。[4]首发19个游戏。
- 任天堂的Game Boy Light（GBL）掌机平台仅在日本发行。
- SNK的Neo Geo Pocket Color掌机发行。
- Tiger Electronics（英语：Tiger Electronics） Game.com Pocket Pro掌机发行。
- 索尼PlayStation 2宣布。

## 商业
- 2月22日 — 雪乐山重组，削减开支，关闭多个工作室。
- 新公司：3d6 Games（英语：3d6 Games）、7 Studios、BAM!（英语：BAM! Entertainment）、Liquid Entertainment（英语：Liquid Entertainment）、波希米亞互動工作室、7FX和ZeniMax Media。
- 动视收购Elsinore Multimedia，Expert Software和Neversoft娱乐。
- 英寶格收购Accolade （更名为英宝格北美），Gremlin Interactive（英语：Gremlin Interactive） （更名为英宝格Sheffield House），GT Interactive Software（英语：GT Interactive Software） （GTIS）和Ozisoft（英语：Namco Bandai Partners）。
- Take-Two Interactive收购TalonSoft
- ZeniMax Media收购贝塞斯达软件

## 诉讼
- 任天堂对Bung Enterprises Ltd.（英语：Bung Enterprises）；任天堂诉讼Bung专利侵权。
- 索尼公司对Bleem LLC。

## 荣誉
- 德国年度游戏奖： 蒂卡爾 - Michael Kiesling（英语：Michael Kiesling）和Wolfgang Kramer（英语：Wolfgang Kramer），Ravensburger（英语：Ravensburger）